# Nhà thờ Santa María de Loreto, Achao
Nhà thờ Santa María de Loreto de Achao (tiếng Tây Ban Nha: Iglesia de Santa María de Loreto de Achao) là nhà thờ Công giáo La Mã nằm tại thị trấn Achao trên đảo Quinchao. Nó thường được gọi là Nhà thờ Giáo hội Achao, thuộc Giáo phận Công giáo La Carlos de Ancud. Nhà thờ này được xây dựng vào năm 1740 khi quần đảo Chiloé vẫn là tài sản của nhà vua Tây Ban Nha.
Nó là một trong những nhà thờ Chiloé lâu đời nhất được xây dựng vào thế kỷ 18, 19 mang kiến trúc Chilota và vẫn còn tồn tại nguyên vẹn từ thời kỳ truyền giáo của dòng Tên. Đây cũng là một trong số 16 nhà thờ gỗ Chiloé mang tính biểu tượng được liệt kê trong danh sách Di sản thế giới của UNESCO.